# Кой (Красноярский край)
Кой — деревня в Партизанском районе Красноярского края, входит в состав муниципального образования сельское поселение Минский сельсовет. Расположена на железнодорожной станции Отроги железнодорожной линии Абакан — Тайшет.

## География
Располагается на реке Мана в 46 км юго-западнее Партизанского.

## История
По Столыпинской реформе когда раздавали в Сибире земли в глубокую тайгу приехало три семьи. Из которых одна семья была из Тульской губернипо фамилии Черниковых состоящая из мужа с женой, двух мальчиков и двух девочек . Одна будучи уже девушкой взрослой по дороге в Сибирь вышла замуж и образовалось новая семья Лазуткины . Это и были родоначальники посёлка Кой . Во время революции посреди деревни через реку Ману шли бои между белыми и красными. Два сына из семьи Черниковых ушли на фронт во время Великой отечественной войны. После войны в эту деревню бижали литовцы и все остальные чтобы их не сослали на каторгу.
В июне 1948 года в деревню прибыло около 100 литовских семей. В том же году сюда переместили около 500 ссыльных — украинцы, русские, греки, финны, поляки, поволжские немцы, эстонцы, латыши. Ссыльные занимались заготовкой и обработкой леса, а также спуском леса по реке Мана. В 1957 году литовцы начали возвращаться в Литву. К 1972 году в Кое жила одна семья литовцев. После вырубки лесов посёлок почти исчез. В 1990 году экспедиция из Литвы перевезла прах из литовского кладбища находящегося у деревни в Литву.
В 2006г исполнилось 100 лет с образования поселка Кой.

## Население
| 2010 |
| ---- |
| 269  |

## Экономика

### Транспорт
- Поезд Красноярск — Абакан № 124 (скорый) / Абакан — Красноярск № 123 (скорый), ходят ежедневно;
- Электропоезд Красноярск — Мана (1 пара в сутки по выходным).